# Филия (Межевский район)
Филия (укр. Філія) — село, Новопавловский сельский совет, Межевский район, Днепропетровская область, Украина.
Код КОАТУУ — 1222685503. Население - ↘44 человека. Население по переписи 2001 года составляло 133 человека.

## Географическое положение
Село Филия находится на левом берегу реки Солёная, которая через 5 км впадает в реку Волчья, выше по течению на расстоянии в 3 км расположено село Новопавловка.